# Amatørteater
Amatørteater, amatørscene, dilettantscene og skolekomedie betegner opførelser af skuespil opført af amatører som hobby eller i uddannelsesøjemed.
Tilbage til forsamlingshusenes første tid har det været en yndet vinterbeskæftigelse at indøve teaterstykker med sognets karle og piger som aktører, for om vinteren var der mere fritid på landet, og ud over husflid var mulighederne gymnastik og dilettant i forsamlingshuset.
Flere danske universiteter har årlige studenterrevyer. 
Den københavnske studenterrevy med Kongelig Mayestaits Acteurs kan føre deres historie tilbage til 1820.
De såkaldte egnsspil er ofte amatørteatre.
I Danmark opfører flere amatørteatre musicals ofte som friluftsteater, for eksempel Nyborg Voldspil og Vilhelmsborg Festspil, der hver består af flere hundrede frivillige.
Andre større danske amatørteatergruppe der også spiller musicals er 7-kanten i Varde og Mastodonterne baseret i Hillerød.
Mastodonterne spiller indendørs i FrederiksborgCentret og Tivolis Koncertsal og samarbejder med den professionelle musiker Sebastian.
I Danmark er mange amatørteatre organiseret i Landsforeningen for Dramatisk Virksomhed (DATS).

## Henvisning
1. ↑  "Jytte-Abildstroem". Arkiveret fra originalen 13. april 2014. Hentet 18. juni 2011.
2. ↑  "Historien | Om Nyborg Voldspil". Arkiveret fra originalen 31. oktober 2011. Hentet 18. juni 2011.
3. ↑  "Om os | Vilhelmsborg festspil". Arkiveret fra originalen 22. oktober 2010. Hentet 18. juni 2011.
4. ↑  Mastodonterne
5. ↑  DATS – landsforeningen for dramatisk virksomhed